# Richard Rozendaal
Richard Cornelis Jacobus Rozendaal (nascido em 6 de abril de 1972) é um ex-ciclista holandês, que competia em provas de ciclismo de pista.
Competiu na perseguição por equipes de 4 km, junto com Robert Slippens, Jarich Bakker e Peter Schep nos Jogos Olímpicos de Atlanta 1996, terminando na 12ª posição.